# Presidente de Etiopía
El presidente de la República Democrática Federal de Etiopía asume la jefatura del Estado de dicho país. Desde octubre de 2024 el presidente es Taye Atske Selassie.

## Historia
El cargo fue creado por la Constitución de 1987, que estableció la República Democrática Popular de Etiopía bajo el mando de Mengistu Haile Mariam. Fue elegido para un mandato de cinco años por el Shengo Nacional (legislatura), sin límites de mandato. Estaba investido de amplios poderes ejecutivos. Por ejemplo, cuando el Shengo estaba fuera de sesión, tenía derecho a nombrar a varios oficiales estatales. Aunque tales nombramientos requerían confirmación legislativa, en la práctica, los principios del centralismo democrático hicieron de tal confirmación meramente una formalidad. También fue presidente del Consejo de Estado, que actuó para el Shengo cuando estaba fuera de sesión. Mientras que él, como todos los demás oficiales del estado, era nominalmente responsable ante el Shengo, en la práctica era efectivamente un dictador. 
Tras el derrocamiento del régimen comunista al final de la guerra civil etíope, el cargo de presidente fue adoptando en etapas, su forma actual, culminando con la adopción de la actual Constitución en 1995.

## Elección
La Cámara de Representantes Populares nomina a la candidatura presidencial. El cargo queda vacante al término de un mandato o renuncia. La tenencia presidencial no está relacionada con la de la Cámara.
La presidencia es elegida en una sesión conjunta de la Cámara de Representantes Populares y la Cámara de la Federación por una mayoría de dos tercios.
Al momento de tomar posesión del cargo se realiza un juramento ante una sesión conjunta de las dos cámaras de la Asamblea Parlamentaria Federalː

«Yo ... cuando en esta fecha comience mi responsabilidad como Presidente de la República Democrática Federal de Etiopía, me comprometo a cumplir fielmente la alta responsabilidad que se me ha confiado».

## Poderes y deberes
La Constitución de Etiopía de 1995 establece los deberes y poderes de la Presidencia de la República, que incluyen:
- En asuntos exteriores:

1. Acreditación y recepción de funcionarios diplomáticos;
2. Ratificación de tratados internacionales, con previa autorización de la Cámara de Representantes Populares;

- En asuntos parlamentariosː

1. Apertura de la sesión conjunta de la Cámara de Representantes Populares y la Cámara de la Federación al comienzo de sus sesiones anuales;

- En materia legislativa:

1. Promulgar las leyes aprobadas por la Cámara de Representantes Populares;

- En materia ejecutiva y en cuanto al protocolo oficial:

1. Nombrar embajadores y otros enviados especiales;
2. Entrega de medallas, premios y regalos;
3. Concesión de altos títulos militares;

- En materia judicial:

1. Concesión de indultos y conmutaciones.

## Jefes de Estado (1974-actualidad)
Esta es la lista de personas que han ocupado la presidencia y jefaturas de Estado de Etiopía después del fin de la monarquía, el 12 de septiembre de 1974.
| Nombre                                                     | Nombre                                                     | Nombre                                                     | Inicio del gobierno                                        | Fin del gobierno                                           | Partido                                                    |
| Presidentes del Consejo Administrativo Militar Provisional | Presidentes del Consejo Administrativo Militar Provisional | Presidentes del Consejo Administrativo Militar Provisional | Presidentes del Consejo Administrativo Militar Provisional | Presidentes del Consejo Administrativo Militar Provisional | Presidentes del Consejo Administrativo Militar Provisional |
| ---------------------------------------------------------- | ---------------------------------------------------------- | ---------------------------------------------------------- | ---------------------------------------------------------- | ---------------------------------------------------------- | ---------------------------------------------------------- |
|                                                            |                                                            | Aman Andom                                                 | 12 de septiembre                                           | 17 de noviembre de 1974                                    | Militar                                                    |
|                                                            |                                                            | Mengistu Haile Mariam                                      | 17 de noviembre                                            | 28 de noviembre de 1974                                    | Militar                                                    |
|                                                            |                                                            | Tafari Benti                                               | 28 de noviembre de 1974                                    | 3 de febrero de 1977                                       | Militar                                                    |
|                                                            |                                                            | Mengistu Haile Mariam                                      | 11 de febrero de 1977                                      | 10 de septiembre de 1987                                   | Militar                                                    |
| Presidentes de la República Democrática Popular de Etiopía |                                                            |                                                            |                                                            |                                                            |                                                            |
|                                                            |                                                            | Mengistu Haile Mariam                                      | 10 de septiembre de 1987                                   | 21 de mayo de 1991                                         | Partido de los Trabajadores de Etiopía                     |
|                                                            |                                                            | Tesfaye Gebre Kidan                                        | 21 de mayo de 1991                                         | 28 de mayo de 1991                                         | Partido de los Trabajadores de Etiopía                     |
| Presidentes del Gobierno de transición de Etiopía          |                                                            |                                                            |                                                            |                                                            |                                                            |
|                                                            |                                                            | Meles Zenawi                                               | 28 de mayo de 1991                                         | 22 de agosto de 1995                                       | Frente Democrático Revolucionario del Pueblo Etíope        |
| Presidentes de la República Democrática Federal de Etiopía |                                                            |                                                            |                                                            |                                                            |                                                            |
|                                                            |                                                            | Negaso Gidada                                              | 22 de agosto de 1995                                       | 8 de octubre de 2001                                       | Frente Democrático Revolucionario del Pueblo Etíope        |
|                                                            |                                                            | Girma Wolde-Giyorgis                                       | 8 de octubre de 2001                                       | 7 de octubre de 2013                                       | Frente Democrático Revolucionario del Pueblo Etíope        |
|                                                            |                                                            | Mulatu Teshome                                             | 7 de octubre de 2013                                       | 25 de octubre de 2018                                      | Frente Democrático Revolucionario del Pueblo Etíope        |
|                                                            |                                                            | Sahle-Work Zewde                                           | 25 de octubre de 2018                                      | 7 de octubre de 2024                                       | Independiente                                              |
|                                                            |                                                            | Taye Atske Selassie                                        | 7 de octubre de 2024                                       | Presente                                                   | Independiente                                              |